# کشتی مین‌روب کلاس انتیکوستی
ماین‌سوییپر کلاس انتیکوستی (به انگلیسی: Anticosti-class minesweeper) یک کلاس از کشتی است که طول آن 58.3 m می‌باشد.